# Muchran Gogia
Muchran Gogia (gruz. მუხრან გოგია, ur. 16 sierpnia 1971 w Rike) – gruziński sztangista. Olimpijczyk oraz brązowy medalista mistrzostw Europy (1994).

## Życiorys
Gogia był dwukrotnie zgłoszony do udziału w letnich igrzyskach olimpijskich: w 1996 w kategorii wagowej do 108 kilogramów nie wykonał żadnego podejścia, a cztery lata później w kategorii do 105 kg spalił pierwszą próbę w rwaniu i nie wykonał już kolejnych podejść.
W swojej karierze cztery razy brał udział w mistrzostwach świata – w 1994 (niesklasyfikowany w kategorii do 99 kg), 1995 (4. miejsce w kategorii do 108 kg), 1998 (8. w kategorii do 105 kg) i 1999 (4. w kategorii do 108 kg).
Pięciokrotnie startował w mistrzostwach Europy – w 1993 (7. miejsce w kategorii do 91 kg), 1994 (brązowy medal w kategorii do 99 kg), 1995 (5. w kategorii do 108 kg), 1996 (niesklasyfikowany w kategorii do 108 kg) i 1997 (6. w kategorii do 108 kg).